# Coraline och spegelns hemlighet
Coraline och spegelns hemlighet är en stop motion-animerad 3-D amerikansk långfilm från 2009 regisserad av Henry Selick. Filmen är baserad på Neil Gaimans roman Coraline. Bland röstskådespelarna märks bland andra Dakota Fanning och Teri Hatcher. Filmen spelades in i en 13000 m2 stor lagerlokal och som mest arbetade 450 personer med produktionen.
På Oscarsgalan 2010 nominerades Coraline för bästa animerade film men förlorade mot Pixarfilmen Upp. 

## Handling
Filmen handlar om flickan Coraline Jones som just flyttat med sin familj. Coraline känner sig ensam och understimulerad eftersom hon tycker att hennes föräldrar bryr sig mer om sina jobb än om henne. Hon tycker inte om maten hennes pappa lagar, och är väldigt missnöjd med sitt nya hem. 
Senare i filmen vaknar hon mitt i natten och följer efter en mus, och plötsligt finner hon en liten dörr till en annan värld. På den andra sidan ser allt nästan likadant ut, och hon träffar människor som är identiska med de hon känner i den riktiga världen, bortsett från att de har knappar istället för ögon. Här träffar hon en kvinna som presenterar sig som hennes "andra mamma" och som ger henne all den uppmärksamhet hon behöver. I den här världen lagar "andra mamman" maten och hennes pappa spelar piano, och de planterar en vacker och färgglad trädgård åt henne. 
Dock kan Coraline inte släppa känslan av att det är någonting som inte stämmer. När "andra mamman" vill byta ut även Coralines ögon mot knappar bekräftas hennes misstankar, och den andra världen börjar kännas mer som en mardröm hon inte kan vakna upp från snarare än en perfekt tillflyktsort.

## Röster
| Karaktär            | Originalröst      | Svensk röst               |
| ------------------- | ----------------- | ------------------------- |
| Coraline            | Dakota Fanning    | Zara Larsson              |
| Mamman/Andra mamman | Teri Hatcher      | Annica Edstam             |
| Katten              | Keith David       | Adam Fietz                |
| Pappan/Andra pappan | John Hodgman      | Mattias Knave             |
| Miss Spink          | Jennifer Saunders | ?                         |
| Miss Forcible       | Dawn French       | Charlotte Ardai Jennefors |
| Bobinsky            | Ian McShane       | Claes Ljungmark           |
| Wybie               | Robert Bailey Jr. | ?                         |